# تامي باترسون
تامي باترسون (بالإنجليزية: Tammi Patterson)‏ مواليد 3 يناير 1990 في سيدني، هي لاعبة كرة مضرب أسترالية تلعب باليد اليمنى وتحتل حالياً المرتبة رقم. 447 (10 يناير 2015) في تصنيف رابطة محترفات كرة المضرب. أعلى تصنيف لها في الفردي كان المركز الـ 289 في سنة 2011. أعلى تصنيف لها في الزوجي كان المركز الـ 241 في سنة 2011.

## الخط الزمني للأداء
مفتاح
| ف | ن | ن.ن | ر.ن | د# | د.م | ل | أ.أ | ت | غ | ب | ف | ذ | م.خ | ل.ت |

(ف) فاز بالبطولة (ن) وصل النهائي (ن.ن) نصف النهائي (ر.ن) ربع النهائي (د#) الأدوار الأربعة الأولى (د.م) دور المجموعات (ل) شارك في كأس ديفيز (أ.أ) خرج من الأدوار الاولى (ت) خسر التصفيات التأهيلية (غ) غاب عن الحدث أو البطولة (ب) حصل على ميدالية برونزية (ف) حصل على ميدالية فضية (ذ) حصل على ميدالية ذهبية (م.خ) بطولة الماسترز خُفضت إلى مرتبة أقل (ل.ت) البطولة لم تعقد في السنة المعينة.
لتجنب الارتباك وازدواجية الحساب، يتم تحديث هذه المعلومات إما في نهاية البطولة، أو عندما تكون مشاركة اللاعب في البطولة قد انتهت.

### الفردي
| دورات الجراند سلام |     |     |
| أستراليا المفتوحة  | د1  | 0–1 |
| فرنسا المفتوحة     |     | 0–0 |
| بطولة ويمبلدون     |     | 0–0 |
| أمريكا المفتوحة    |     | 0–0 |
| فوز-خسارة          | 0–1 | 0–1 |

## روابط خارجية
- تامي باترسون على موقع رابطة محترفات التنس (الإنجليزية)
- تامي باترسون على موقع الاتحاد الدولي لكرة المضرب (الإنجليزية)
- تامي باترسون على موقع اتحاد التنس الأسترالي (الإنجليزية)
- تامي باترسون على موقع خلاصة التنس.كوم (الإنجليزية)
- تامي باترسون على موقع إي إس بي إن.كوم (الإنجليزية)